# Orden de Gueorgui Dimitrov
La Orden de Georgi Dimitrov (en búlgaro: Орден Георги Димитров) fue una condecoración de la República Popular de Bulgaria.
Fue instituida el 17 de junio de 1950 para recompensar a nacionales o extranjeros que hayan realizado sobresalientes servicios a la libertad de Bulgaria o al socialismo.
Fue nombrada en memoria de Georgi Dimitrov (1882-1949), militante comunista búlgaro perseguido por el nazismo, y que después de la Segunda Guerra Mundial llegó a ser Presidente de su país.
La medalla de la orden consistía en un retrato de oro de Georgi Dimitrov en fondo rojo rodeado de espigas de trigo de oro atadas por una cinta roja con el nombre del líder y debajo de éste, una hoz y martillo. La medalla pendía de una cinta roja con franjas estrechas de un rojo más brillante en los bordes. Fue diseñada por el escultor K. Lazarov y parcialmente modificada por el grabador O. Odabashyan. Hasta 1952 la medalla la fabricó una empresa privada, luego se encargó de ello la Casa de la Moneda del Estado.
La primera persona condecorada fue el primer ministro Valko Chervenkov en 1950. Se entregaba automáticamente a quienes recibían los títulos de Héroe de la República o del Trabajo Socialista. La Orden de Georgi Dimitrov fue abolida el 5 de abril de 1991.